# Bandera de Santa Coloma de Farners
La bandera oficial de Santa Coloma de Farners té la següent descripció:
Bandera apaïsada de proporcions dos d'alt per tres de llarg, tricolor vertical, blanca, groga i verda.
Va ser aprovada el 31 de març de 1994 i publicada en el DOGC el 20 d'abril del mateix any amb el número 1886.